# 马思惠
馬思惠（英語：Macy Ma Si Hui，2000年12月21日—），出生於中國廣東省佛山市順德區，中國內地女歌手及舞者。所属經紀公司為英皇娛樂。她於2020年5月2日參加騰訊視頻女團選拔節目《創造營2020》，並於最終取得第二十四名。8月12日，發行首張個人單曲《一時一樣》，以個人歌手名義出道。2024年起則加入英皇娛樂旗下女團VIVA，5月27日，以團體單曲《Topic Killa》出道。

## 经历
2016年至2017年，先后两次参加“容桂全民才艺大赛”歌手专场比赛。
2018年，参加《粤语好声音》，获得中山唱区亚军，以及比赛12强进入麥王隊。
2019年，参加“花物女孩大赏”比赛，决赛中凭借鄭融《13楼的大笨象》获得“年度花物女孩”桂冠，并成功签约英皇娱乐
2020年，代表英皇娱乐参加《创造营2020》。第一期在最强vocal对决中演唱《阿楚姑娘》获好评，并进入二轮比拼，但惜败无缘于三大最强vocal位置。在初舞台最后导师推荐选手力争最后一首发出团位置，获鹿晗导师推荐，但未被选中。第二次位置测评公演，在“不宋战队”的特殊唱跳舞台表演《River》，其vocal能力大获好评，并在现场投票中获得小组第二的成绩。最后在第三次顺位排名中，排名第24无缘总决赛。
2022年9月10日，參加《極慕愛之夜——2022廣東衞視中秋晚會》，表演情景劇《愛在自在》并演唱歌曲《我們相親相愛》。
2024年5月，馬思惠與姜咏鑫、李晞彤及張鈊貽組成女團VIVA出道，並於同年5月27日推出首支團曲《Topic Killa》。
2024年10月，馬思惠主演的電影《裡應外合》上映。

## 音乐作品

### 个人单曲
| 發行時間 | 歌曲名稱            | 作词及作曲                                                                         | 附註                     |
| -------- | ------------------- | ---------------------------------------------------------------------------------- | ------------------------ |
| 2020年   | 《一时一样》        | 张楚翘作词，唐达、Jovany Barreto、Daphne Khoo作曲，陈子龙监制                      | 电子风、粤语歌           |
| 2020年   | 《不如不爱》        | 宋扬作词，陈思函、吕尚霖LuuX、邱雅姿作曲，翟恕谦编曲，陈子龙、周初晨监制           | 国语歌                   |
| 2021     | 《另一半》          | 宋扬作词，高莹作曲，翟恕谦编曲，陈子龙、周初晨监制                                 |                          |
| 2021     | 《岛 (广州大学城)》 | 李昀煕作词作曲，钟明秋编曲，张炜监制                                               | 收录于专辑《听见广州2》  |
| 2021     | 《极昼》            | 刘畅作词，谭旋作曲，Terrence Teo编曲                                               | 电视剧《月光变奏曲》插曲 |
| 2021     | 《宠坏》            | 张楚翘/B.B（CLEF）/CLEF CREW作词，B.BTAN（CLEF）/CLEF CREW作曲，B.BTAN（CLEF）编曲 |                          |

### 创造营2020时期
| 发行时间 | 歌曲名称（歌曲说明）                                                   | 原唱者           |
| 2020     | 《阿楚姑娘》（初舞台）                                                 | 梁凡             |
| 2020     | 《有一种悲伤》（初舞台 ）                                              | A-Lin            |
| 2020     | 《只对你有感觉》（初舞台）                                             | 飞轮海           |
| 2020     | 《月半小夜曲》 （初舞台）                                              | 李克勤           |
| 2020     | 《青鸟》 （第一次公演曲目）                                            | 生物股長         |
| 2020     | 《你最最最重要》（主题曲）                                             | 创造营2020练习生 |
| 2020     | 《River》 （《创造营2020》第二次公演位置测评「不敢戰隊」特别表演曲目） | Bishop Briggs    |
| 2020     | 《 夏天的风 》 （《创造营2020》六一特别街头快闪舞台）                  | 黃義達           |
| 2020     | 《 離 群 》 （《创造营2020》第三次公演表演曲目）                       | 原创歌曲         |

## 影视作品

### 综艺节目
| 播出日期     | 播出平台 | 節目名稱       |
| 2020年5月2日 | 腾讯视频 | 《创造营2020》 |

### 电视剧
| 播出日期 | 播出平台 | 節目名稱     |
| 未播出   |          | 《分手专家》 |

### 电影
| 播出日期       | 播出平台 | 節目名稱     |
| 2022年12月24日 |          | 《想見你》   |
| 2024年10月26日 |          | 《裡應外合》 |

## 外部連結
- 马思惠的新浪微博
- 马思惠的Instagram帳戶